# Małgorzata Smorąg-Różycka
Małgorzata Smorąg-Różycka – historyk sztuki, bizantynolog. 

## Życiorys
Uczennica Anny Różyckiej-Bryzek. Doktorat uzyskała w Instytucie Historii Sztuki Uniwersytetu Jagiellońskiego w 1999, habilitację – w 2004 tamże. Kierownik Zakładu Historii Sztuki Bizancjum IHS UJ. Aktualnie prodziekan Wydziału Historycznego UJ. 

## Główne zainteresowania badawcze
- sztuka bizantyńska, szczególnie w krajach słowiańskich,
- średniowieczne malarstwo książkowe, przede wszystkim bizantyńskie i bizantyńsko-ruskie,
- wzajemne oddziaływanie wzorów wschodnich i zachodnich w sztuce średniowiecza,
- sztuka ukraińska w dobie Unii Brzeskiej: przemiany ideowe i ikonograficzne,
- sztuka cerkiewna Rusi Halicko-Wołyńskiej.

Bierze też udział w konserwacji i badaniach bizantyńskich fresków w prezbiterium bazyliki katedralnej w Sandomierzu.

## Wybrane publikacje
- Ewangeliarz Ławryszewski, Kraków: Instytut Historii Sztuki Uniwersytetu Jagiellońskiego 1999.
- (redakcja) Sztuka średniowiecznego Wschodu i Zachodu: osiągnięcia i perspektywy poznawcze u progu XXI wieku, red.  Małgorzata Smorąg Różycka, Kraków: Towarzystwo Autorów i Wydawców Prac Naukowych "Universitas" 2002.
- hasła: Emalie, s. 158-159; Miniatury, s. 351-353; Rzeźba w kości słoniowej, s. 425-427; Stauroteka, s. 442-443 [w:] Encyklopedia kultury bizantyńskiej, red. Oktawiusz Jurewicz, Warszawa 2002.
- Bizantyńsko-ruskie miniatury Kodeksu Gertrudy. O kontekstach ideowych i artystycznych sztuki Rusi Kijowskiej XI wieku, Kraków: Wydawnictwo Uniwersytetu Jagiellońskiego 2003.
- (wstęp i redakcja naukowa) Dionizjusz z Furny, Hermeneia, czyli objaśnienie sztuki malarskiej, przeł. z nowogreckiego i przypisami opatrzył Ireneusz Kania, Kraków 2003.
- O pięknie i sztuce w najstarszych przekazach pisanych Rusi Kijowskiej w świetle tradycji bizantyńskich ekphraseis, [w:] Ars graeca - Ars latina. Studia dedykowane Profesor Annie Różyckiej Bryzek, Kraków 2001, s. 91-114.
- O motywach dekoracyjnych w bizantyńskim rękopisie Homilii Jana Chryzostoma z wieku X (Ateny, Biblioteka Narodowa, cod. gr. 211), [w:] Magistro et Amico amici discipulique. Lechowi Kalinowskiemu w osiemdziesięciolecie urodzin, Kraków 2002, s. 381-399.
- Profesor Lech Kalinowski a historia sztuki bizantyńskiej, „Modus. Prace z historii sztuki” V,  2005, s. 5-16.
- Problematyka badań nad sztuką bizantyńską: główne kierunki i perspektywy badawcze [w:] Sztuka średniowiecznego Wschodu i Zachodu. Osiągnięcia i perspektywy poznawcze u progu XXI wieku, red., Kraków 2002 (Ars Vetus et Nova VI), s. 55-85.
- Retoryka – uniwersalny język sztuki w świecie śródziemnomorskim (IX-XV w.), [w:] Mare apertum. Przepływ ludzi, idei i rzeczy w świecie śródziemnomorskim, red. D. Quirini-Popławska, Kraków 2007 (Portolana. Studia Mediterranea 3), s. 163-177.
- Pobizantyński malowany tryptyk w Zbiorach Czartoryskich w Krakowie, [w:] Doctus Artifex. Studia z historii sztuki dedykowane Profesorowi Jerzemu Gadomskiemu w siedemdziesiątą rocznicę urodzin, Kraków 2007, t. II, s. 135-147.
- Romans chrześcijański Barlaam i Jozafat w kulturze średniowiecznej Europy. Uwagi o dwóch miniaturach w Ewangeliarzu Ławryszewskim, "Slavia Orientalis",  XLII, 1992, nr 1, s. 9-28.
- Восточная часть церкви Иоанна Златоуста в Хелме: опвыт реконстукции на основании описи в Галицко-Волынской летописи [komunikat] [w:] Iconostasis. Origins -Evolution - Symbolism. The International Symposium June 4-6, 1996, Moscow, State Tretyakov Gallery. Abstracts of Papers, Moskwa 1996, s. 45-46.
- L’art de Galicie-Volhynie en tant que document des contacts byzantino-russes au  XIIIe siecle [w:] Byzanz und Ostmitteleuropa 950-1453. Beiträge zu einer table-ronde des XIX International Congress of Byzantine Studies, Copenhagen 1996, hrsg. G. Prinzing, M. Salamon, Wiesbaden 1999, s. 191-205.
- L'architecture sacrale orthodoxe de Galicie-Volhynie du XIIIe siècle: une synthèse des formes traditionnelles byzantines et romanes ?, [w:] Byzantium and East Central Europe („Byzantina et Slavica Cracoviensia” 3), red. G. Prinzing. M. Salamon, Kraków 2001, s. 181-192.
- Das armenische illuminierte Evangeliar, sog. Lemberger Evangeliar. Anmerkungen über das Buch „Das Lemberger Evangeliar. Eine wiederentdeckte armenische Bilderhandschrift des 12. Jahrhunderts“, Hrsg. Günter Prinzing, Andrea Schmidt (Dr. Ludwig – Reichert – Verlag – Wiesbaden 1997), „Folia Historiae Artium“ Seria Nowa 7, 2001, s. 65-78.
- (redakcja) Byzantium, new peoples, new powers: the Byzantino-Slav contact zone, from the ninth to the fifteenth century, ed. by Miliana Kaimakamova, Maciej Salamon, Małgorzata Smorąg Różycka, Cracow: Towarzystwo Wydawnicze "Historia Iagellonica" 2007. Byzantina et Slavica Cracoviensia, t. 5.